# フェラーリ・312T
フェラーリ・312T (Ferrari 312T) シリーズはフェラーリのフォーミュラ1カーである。312Tは1974年の312B3をベースに作られ、1975年から1980年まで使用された。312Tはマウロ・フォルギエリが1975年シーズン用に設計したもので、改良を受けながら使用され続けた。
312Tシリーズは通算27勝を挙げ、4度のコンストラクターズタイトルと3度のドライバーズタイトルを獲得した。312Tは、1981年にフェラーリ初のターボ付き車両の126CKに置換された。

## 概要
312Tのエンジンは、先代の312Bの水平対向12気筒（ただし正確には対応する左右のピストンが同方向に動く、いわゆる「180°V型」である）の構成を引継いだ改良型で、パワフルで信頼性が高く、510馬力程度を発生する。名称に含まれる"T"は、「横」を意味する「イタリア語: trasversale」（英: traverse）の頭文字で、横置きのギアボックスを採用したことから付けられた。横置きギアボックスを採用することでショートホイールベース化を実現し、先代の大きな弱点だったハンドリング特性が改善した。

## バージョン

### 312T

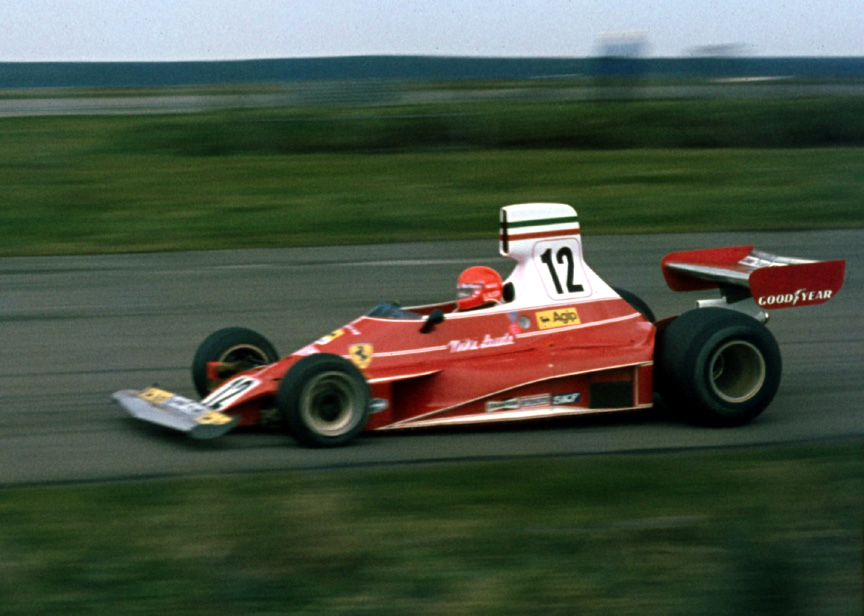
ニキ・ラウダがドライブする312T（1975年）

312Tの開発は1974年に始まった。当時使用していた312B3はハンドリングに解決できない問題を抱えており、大きな発想の転換が必要とされていた。当時、フェラーリの新しいF1車両設計はマウロ・フォルギエリが指揮を執っていた。

この車両は鋼管にアルミパネルを組み合わせたセミ・モノコック構造を採用したが、多くの新しい機構も導入した。大きなものには横置きのギアボックスがあった。横置きの配置にすることでギアボックスをホイールベース内に納めることが可能になり、慣性モーメントを低減させることができた。サスペンションも312B3から大きく変更され、シャシーのフロント部分は大きく狭められた。ハンドリングはニュートラルステアの特性を示し、312B3を苦しめた恒久的なアンダーステアから開放された。ニキ・ラウダは312Tのテストをオフシーズンの期間中継続し、万全の状態で翌シーズンを迎えるための準備を進めた。
最初の312Tは1974年の秋に完成し、1974年のシーズン終了後にモデナで報道機関向けに公開された。しかしながら、チームは1975年の開幕から2レースでは旧モデルの312B3を使用し、312Tのデビューレースは南アフリカGPとなった。デビューレースでの312Tの成績は失望的なもので、クレイ・レガツォーニの車両はセットアップに失敗し、ニキ・ラウダの車両はパワー不足に見舞われた。レース後に行われたテストで、ラウダの使用したエンジンに技術的な問題があったことが発見された。
312Tはフィオラノサーキットで312Bと同時にテストされ、この新しい車両のほうが確実に速いことが明らかになった。そして312Tは次に参戦したレース、非選手権戦のBRDCインターナショナル・トロフィーで、ラウダのドライブにより実際に優勝を果たした。世界選手権ではシーズン序盤のブラバム、ティレル、マクラーレンによる激しい競争には出遅れたが、ラウダはシーズン中盤には5レース中4レースで勝利を挙げ、モンツァで3位に入賞してドライバーズタイトルを獲得した。このレースではレガツォーニが優勝し、フェラーリは1964年以来のコンストラクターズタイトルを獲得した。ラウダは最終戦のアメリカGPでも優勝し、フェラーリの優位性を示した。また、1975年ドイツGP予選での、ニュルブルクリンク・北コースにおける最速ラップは、F1車輌の形態の変化（最低地上高の低下が主な理由だが、コース設計にも地形に起因する300m近くにもなる高低差やランオフエリアがごく一部しかないこと、さらにカルッセルなどのすり鉢状のヘアピンやジャンピングスポットなどがあるため、車体底面とコースの接触などの危険が高い)よる同コースでの新型車でのF1グランプリ開催が、その危険性から廃止される前の最速記録として残されている。
1976年、F1車両のレギュレーションが変更され、当時すでに一般的になっていた背の高いインダクションボックスが禁止された。この規則は5月に開催された第4戦スペインGPから導入され、フェラーリは1976年の序盤3戦まで312Tを継続して使用することができた。この3レースのうち、2レース目までをラウダが、3レース目をレガツォーニが制した。第4戦からは、改良版の312T2が使用された。

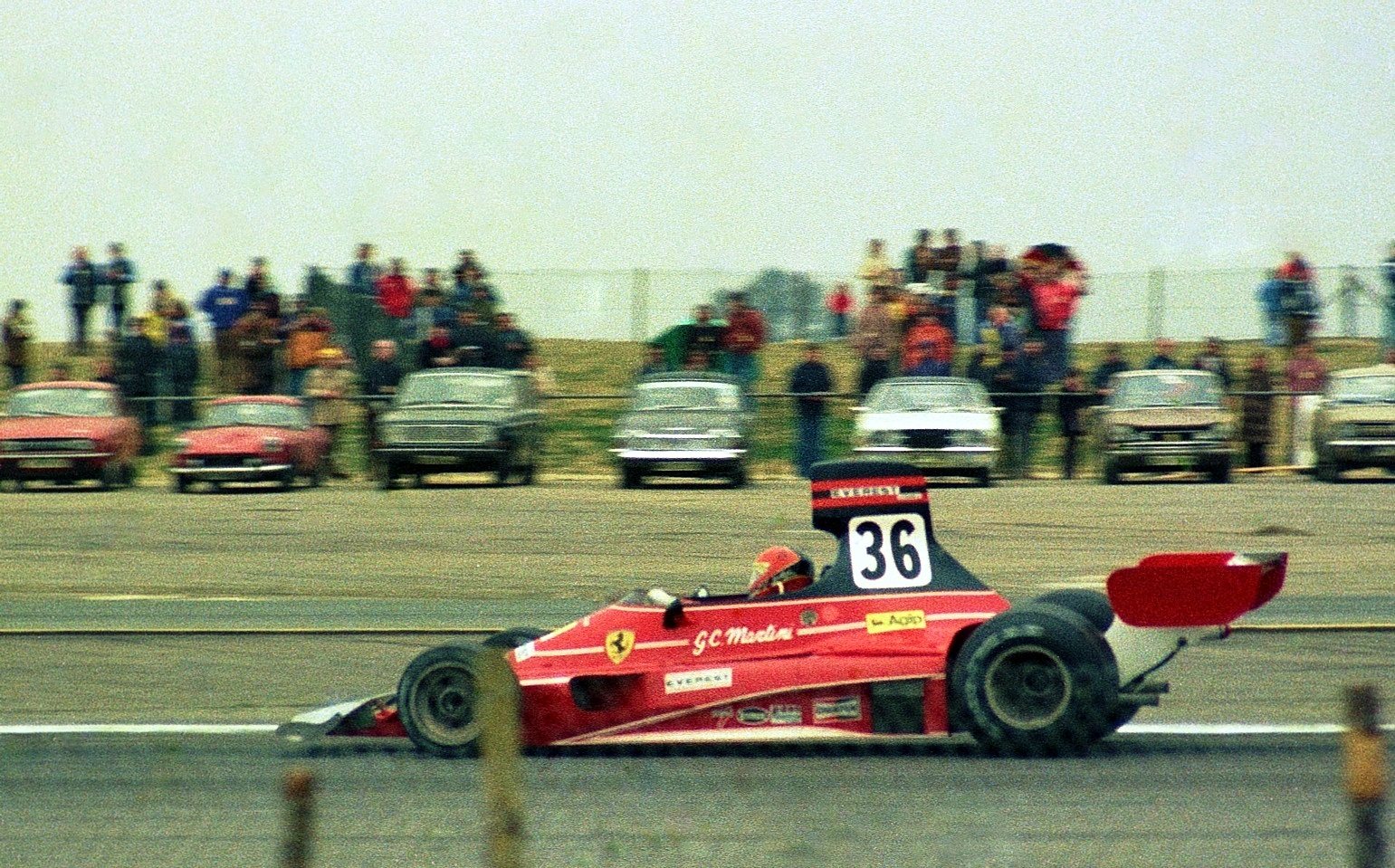
1976年のBRDCインターナショナル・トロフィーで312Tをドライブするジャンカルロ・マルティニ

312Tは、シャシーナンバー018, 021, 022, 023, 024の全5台がレースで使用された。312Tの最終レースは、1976年アメリカ西GPだった。
シャシーナンバー021の車両は、1976年にジャンカルロ・ミナルディの運営するスクーデリア・エベレストに貸与され、同年に開催されたF1の非選手権レース2戦に参戦した。

### 312T2

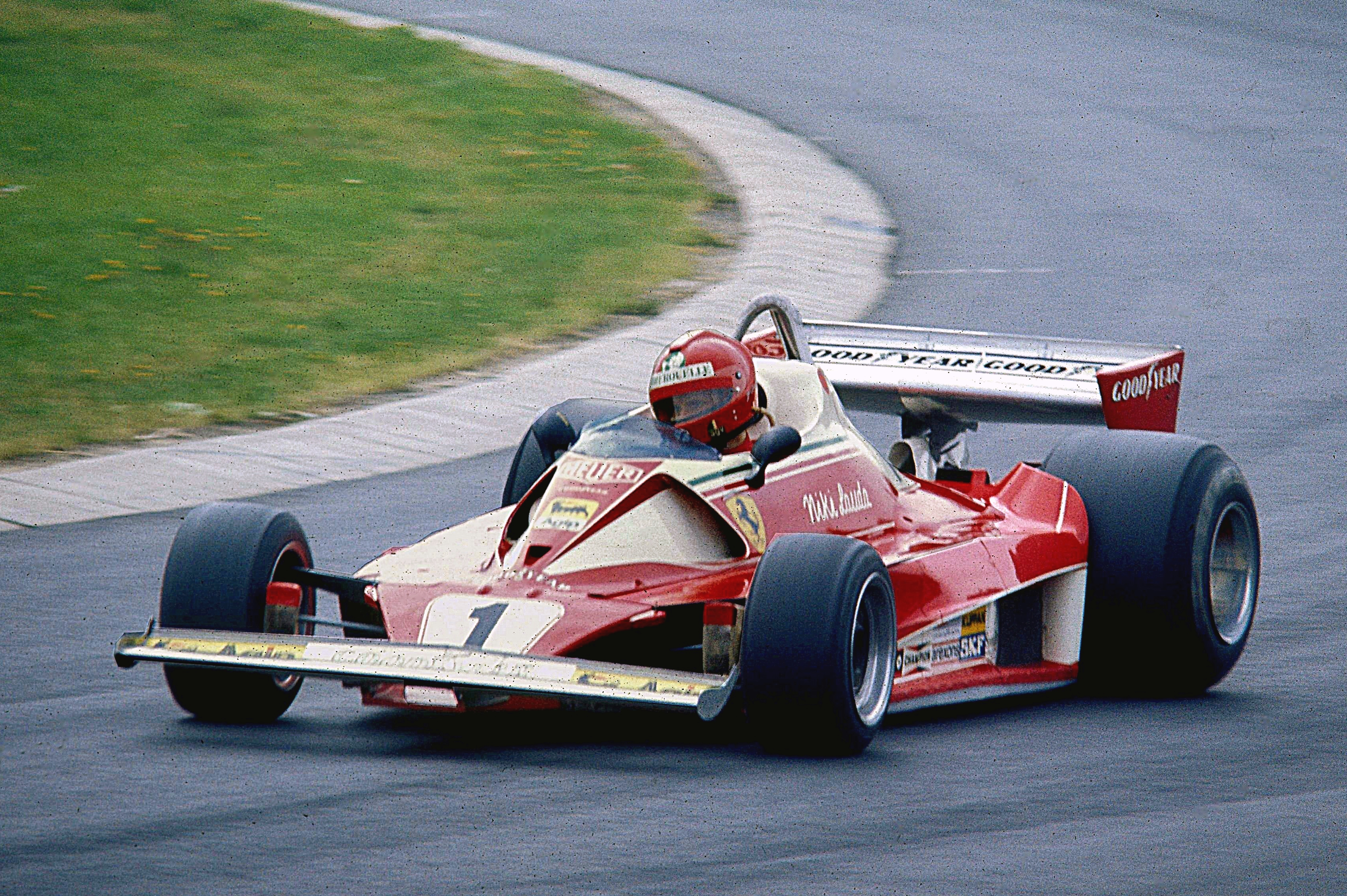
ニキ・ラウダがドライブする312T2（1976年ドイツGP）

312T2は312Tに多くの変更が行われたモデルで、フィオラノで発表された。変更された空力規則に合わせるため、コクピット背後のインダクションボックスは廃された。その代わりにコクピットの両側面にNACAダクトが配置され、このダクトから水平対向12気筒エンジンの各シリンダーバンクへ空気が導かれた。ホイールベースは312Tから42mm延長され、2650mmになった。312T2の発表時には、リアサスペンションにド・ディオン式を採用するという大変更が加えられていたが、何度ものテストの後に放棄され、より一般的なサスペンションへと置き換えられた 。また、発表時にはフロントタイヤの前に空気抵抗を減らすフェアリングを取り付けていたが、これも実戦には登場しなかった。
312T2は1976年3月にブランズ・ハッチで行われた非選手権レース、レース・オブ・チャンピオンズでデビューを果たし、世界選手権レースではスペインGPで初めて使用された。312T2は、312Tよりも比較的成功した車両だった。ラウダはドイツGPを迎えるまでに312T2でさらに3勝を挙げ、選手権を大きくリードしていた。ドイツGPが行われたニュルブルクリンクで、ラウダはリアサスペンション破損が原因と疑われる大事故に遭った。この事故でやけどを負ったラウダは瀕死となったが、驚くことに事故から6週間後のイタリアGPで復帰を果たした。ラウダは最終戦のF1世界選手権イン・ジャパンで大雨のレースを自主リタイアし、ジェームス・ハントにわずか1ポイント差でタイトル争いに敗れたが、312T2の優位性はフェラーリに2年連続のコンストラクターズタイトルをもたらした。

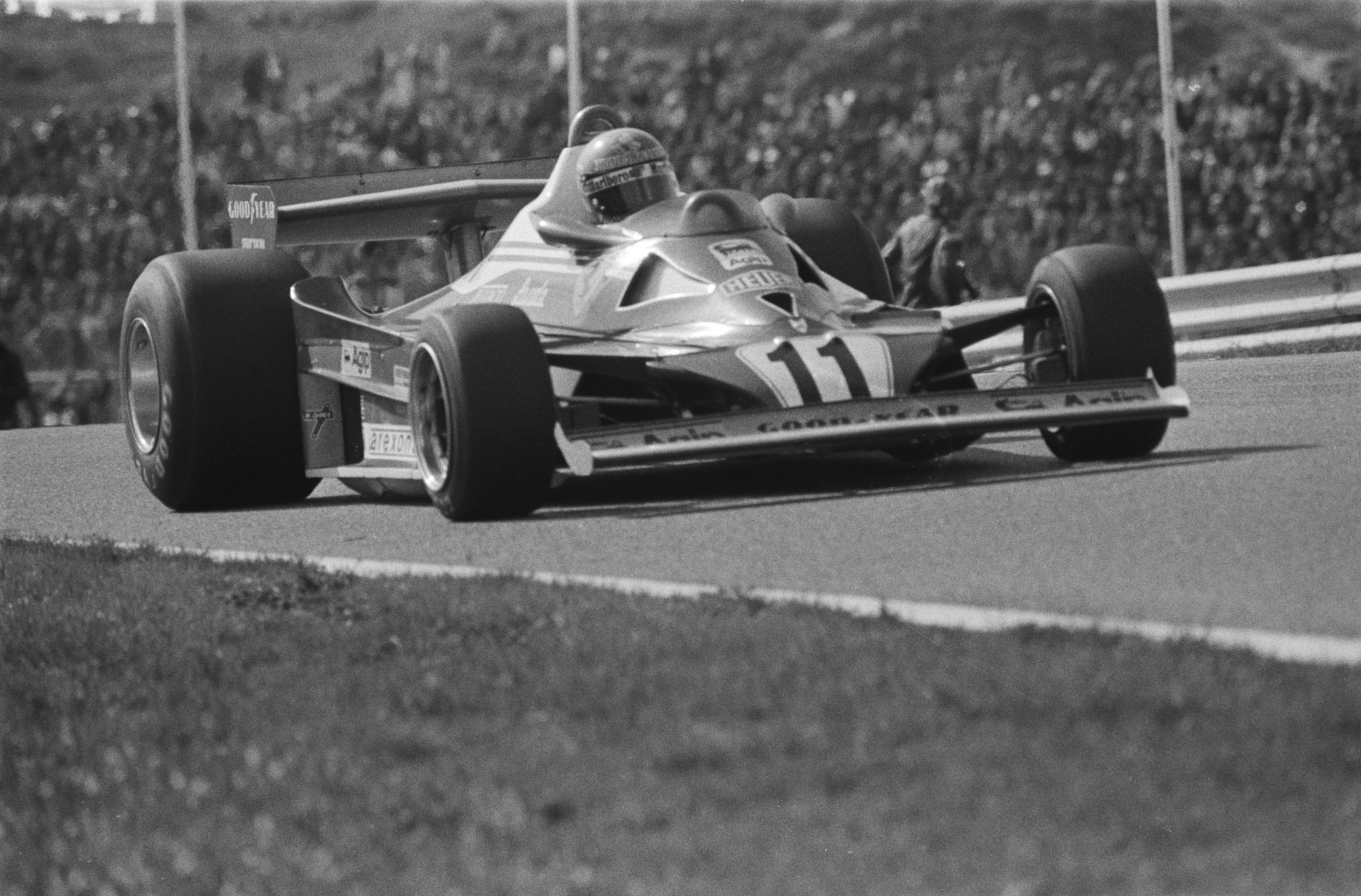
ニキ・ラウダがドライブする312T2（1977年オランダGP）。1976年型よりもカウルのNACAダクトが小さい

312T2は1977年シーズンも使用された。1977年の序盤戦に使われた車両は1976年のものとほとんど変更点はなく、実際に1976年に使用された2台（シャシーナンバー026, 027）が持ち込まれていた。わずかな外観上の相違点には、フェラーリのF1車両に初めてフィアットのロゴが記されたことがある。ラウダは1977年の序盤、車両のパフォーマンスに不満を感じ、車両開発のためにブラジルGPから南アフリカGPまでの間に、率先して多くのテストをこなした。これらのテストの結果、車両には新しいリアウィング、改良されたボディワークとサスペンションなど、いくつかの新しい部品が導入された。ラウダは南アフリカGPで勝利を挙げたが、22周目に発生したトム・プライスの死亡事故でシャドウ・DN8から外れたロールバーがラウダ車のラジエターに引っかかり、レースの進行とともに水温が上昇するトラブルを抱えていた。
シーズン中に、新たに3台のシャシー（シャシーナンバー029, 030, 031）が製造され、開発も続けられた。数種類の異なるノーズ、リアウィングが使用され、一部のサーキットには専用の部品も投入された。サスペンション、後部のボディワークには何度も変更が加えられた。1977年に312T2が抱えた問題点の一つに、グッドイヤーのタイヤがシーズンの進行とともに車体にマッチしなくなったことがあった。グッドイヤーはロータス・78のような高いダウンフォースを発生する車両に対応するタイヤ開発を続けたため、比較的ダウンフォースの少ないフェラーリは、タイヤ温度を上昇させることが困難になった。
しかしながら、このようなトラブルにもかかわらず、312T2は、圧倒的なスピードよりもむしろ高い信頼性を手に入れたラウダにドライバーズチャンピオンをもたらした。ラウダは、チームメイトのカルロス・ロイテマンの1勝に対し3勝を挙げた。また、3年連続となるコンストラクターズタイトルも獲得したが、コンストラクターズチャンピオンが確定すると、アメリカGP後にラウダはチームを去った。ラウダのシートはカナダ人のジル・ヴィルヌーヴのものになったが、オーバーステアを好むヴィルヌーヴはニュートラルステアを示す312T2を乗りこなすことはできなかった。
フェラーリは、T6と呼ばれる6輪車も製造した。6輪車の前例にはティレル・P34があったが、T6は小さな前輪を4本にするのではなく、後輪を4本とし、左右の各1本の車軸にそれぞれ2本の前輪用タイヤを並列に装着した。この車両はロイテマンがテスト走行を行ったが、レースには投入されなかった。
312T2は1978年の開幕から2レースで使用され、以後は312T3に置換された。

### 312T3

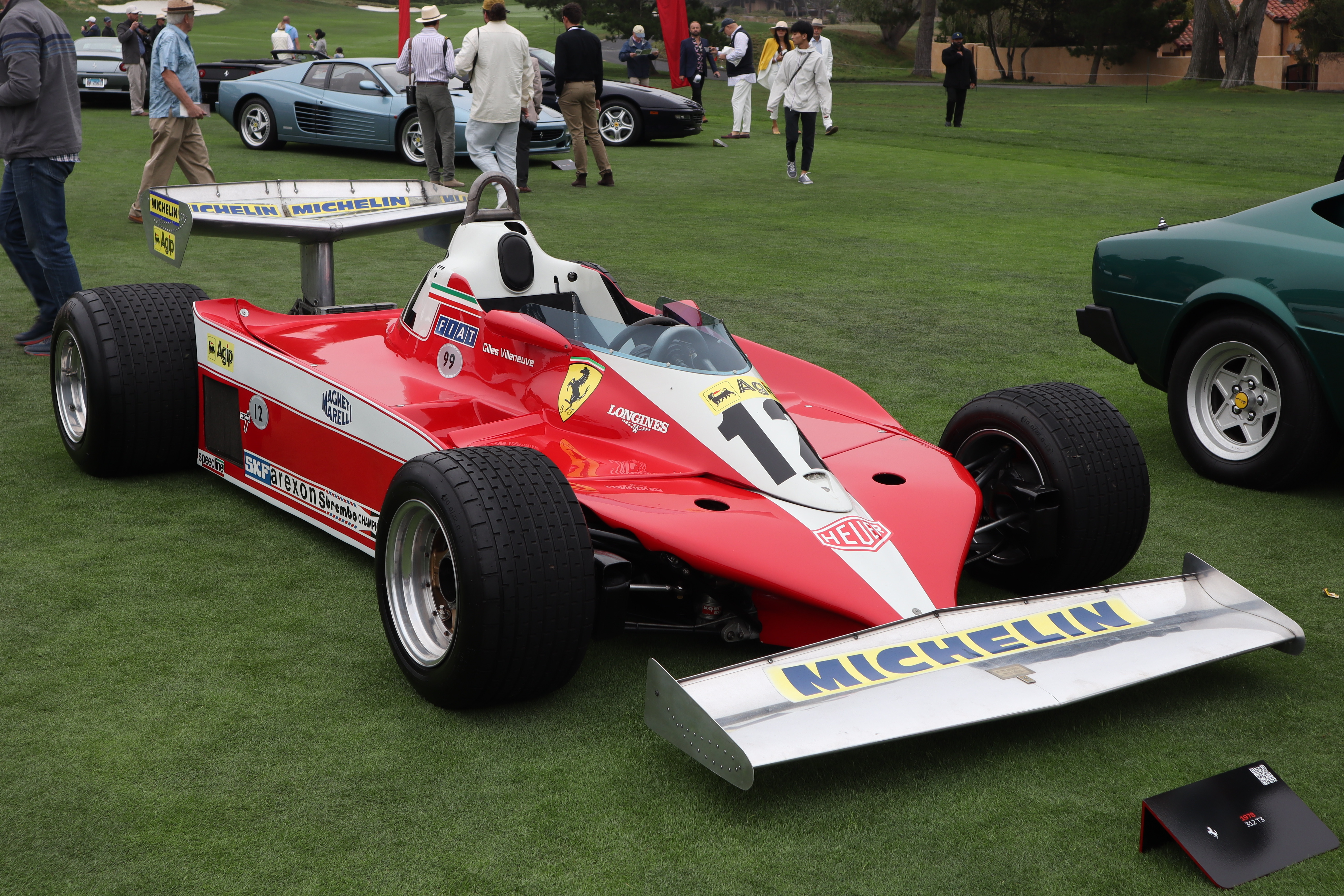
フェラーリ・312T3(2022年)

312T3は、1978年の第3戦南アフリカGPで初めて導入され、ヴィルヌーヴとロイテマンがドライブした。
この車両のエンジンは515馬力を発生していたが、搭載されていたのは1970年から使い続けている水平対向12気筒エンジンだった。シャシーは完全に新しいものが製造された。新しい構造のモノコックと312T2とは異なる配置のサスペンションが採用され、ミシュラン製ラジアルタイヤに対応した。ボディワークも外観が大きく変更され、より平らな形状のボディ上面によりリアウィングへの気流が改善した。
ロイテマンはブラジルGPで優勝し、ミシュランタイヤに記念すべきF1初優勝を贈った。ロイテマンはさらに3勝を挙げ、ヴィルヌーヴはホームレースの最終戦カナダGPで自身のF1初優勝を挙げた。しかし、グラウンド・エフェクトを先んじて採用したウィングカー、ロータス・79がシーズンを席巻し、フェラーリはロータスに次ぐコンストラクターズランキング2位でシーズンを終えた。シーズン後、ロイテマンはロータスに移籍し、1979年に向けてジョディー・シェクターがチームに加わった。
312T3は1979年の開幕戦と第2戦にも使用され（それらにはグランドエフェクトを得るための簡易スカートが取り付けられていた）、以後は312T4に置換された。

### 312T4

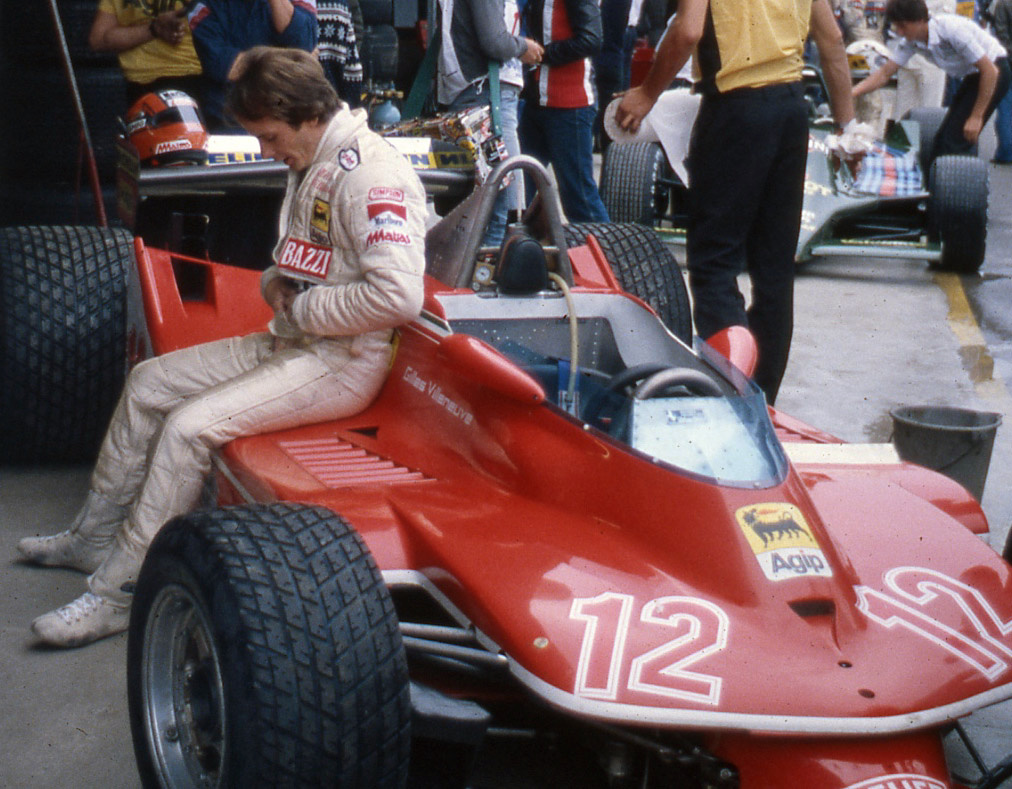
ジル・ヴィルヌーヴと312T4

1979年に向け、フォルギエリはロータスに追随しグラウンド・エフェクトを採用しなければならないと気づいた。312T4は312T3をベースとして、空力に大幅な改良が加えられた。セミ・モノコックはバスタブ型から細い箱型に変更され、コクピット後方に燃料タンクを収納した。両脇のサイドポッド内にはグラウンド・エフェクトを発生するベンチュリ構造が取り付けられた。しかし、横幅の広い水平対向エンジンが空気の流路の邪魔になってしまい、排気管の取り回しやシリンダーヘッドの形状を改良したものの、理想的なウィングカー構造には成り得なかった。
フロント部分はテーブル状のアッパーカウルの下からステーを伸ばし、フロントウィングを突き出す形状に一新された。その特異な外観から「醜いアヒルの子」と揶揄された。市街地コースのアメリカ西GP（ロングビーチ）やモナコGP（モンテカルロ）では、リヤウイングを後車軸よりも前に取り付けていた。当時は後車軸より前に取り付けられているものはリヤウイングの寸法（全幅110cm以内）ではなくボディの寸法（全幅140cm以内）とされていたため、より大きなダウンフォースを稼ぐことができた。
312T4は1979年第3戦南アフリカGPでデビューし、初戦でワンツーフィニッシュを飾った。リジェ・JS11、ルノー・RS10、ウィリアムズ・FW07といったライバル車に対し、312T4は必ずしも最速のマシンではなかったが、信頼性や扱いやすさに優れており、ヴィルヌーヴとシェクターが3勝ずつの計6勝を挙げた。勝利以外にも着実な成績を残し、フェラーリは5シーズンで4度目のコンストラクターズタイトルを獲得するとともに、シェクターも生涯で唯一のドライバーズタイトルを獲得した。
1979年から1980年にかけて、312T4向けのセミオートマチックトランスミッションシステムが開発されていたが、実戦投入されることは無かった。ヴィルヌーヴが嫌ったためお蔵入りになったが、1987年、ジョン・バーナード加入後に開発が再開され、1988年のテストカー639を経て、1989年の640にて実戦初投入された。
なお、T4の多くは分解され翌年のT5に作り替えられたため、現存する312T4は数少ない。

### 312T5

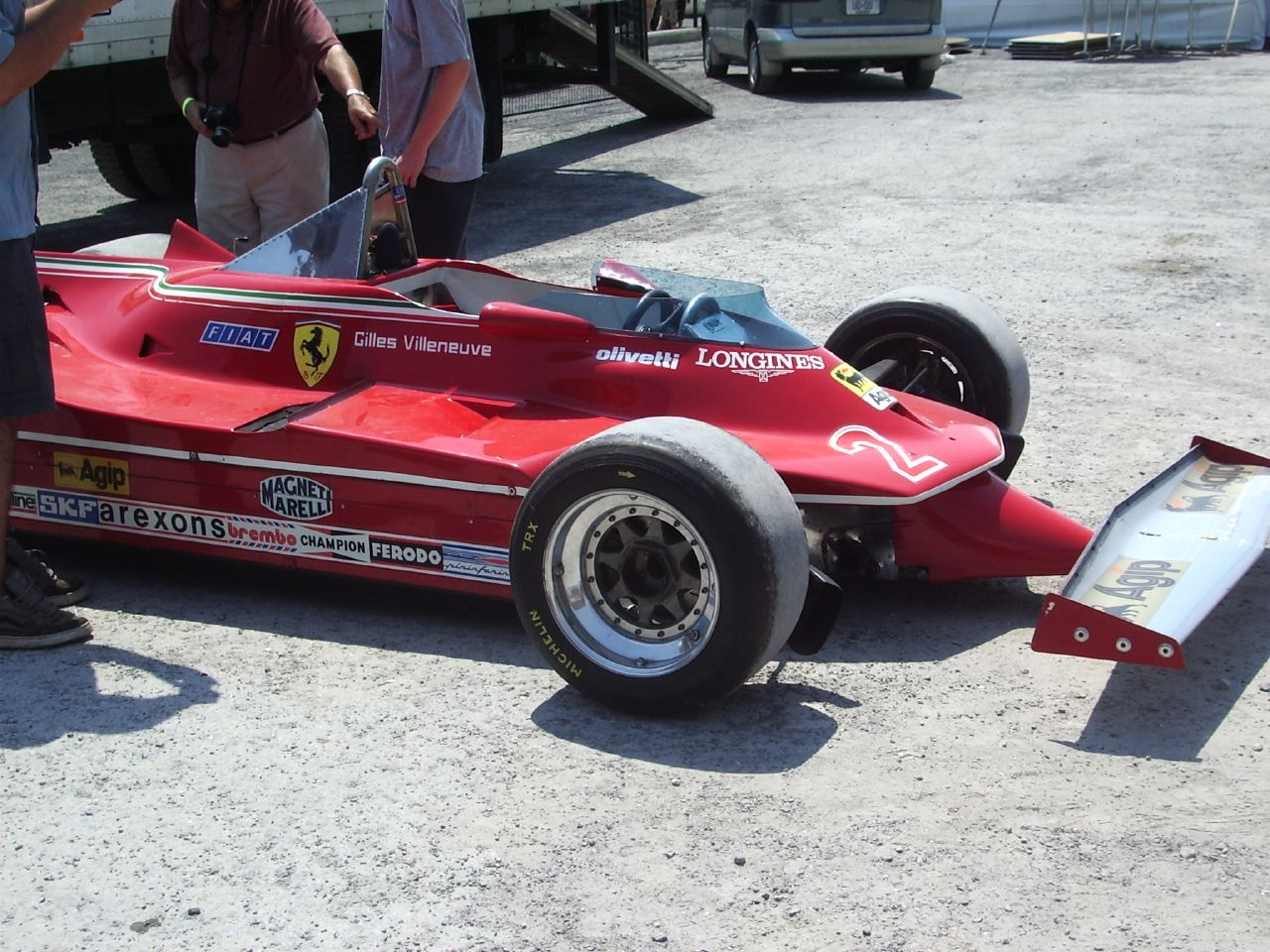
ヴィルヌーヴの312T5

1980年はフォード・コスワース・DFVエンジンを使用するチームの空力処理の進化があり、フェラーリも312T4に大きな変更を加えた312T5を作成し、開幕戦から使用した。グラウンド・エフェクト向上のため、モノコック前部の幅を80mm短縮。サスペンションアームを鋼板溶接構造に変更し、エンジンのシリンダーヘッドの幅をさらに狭めたが、それらの変更が裏目となって操縦性は悪化し、エンジンの信頼性の問題も多発した。また、この年のミシュランタイヤと312T5シャシーの相性も悪く、タイヤ磨耗が他車より激しいためにレース中にタイヤ交換を繰り返しては順位を落とした。
フェラーリは1973年以来となるシーズン未勝利に終わり、コンストラクターズランキングは10位に低迷。前年ワールドチャンピオンのシェクターに至ってはカナダGPで予選落ちを喫し、年間獲得ポイントが僅か2ポイントという悲惨なシーズンを終えると、この年を最後にレーサー引退を決断してしまった。
312T5は、翌1981年シーズン、完全な新車の126CKに置換された。

## スペック
| 項目                | 312T                                                                                               | 312T2                                                                                              | 312T3                                                                                              | 312T4                                                                                              | 312T5                                                                                              |
| シャシー            | シャシー                                                                                           | シャシー                                                                                           | シャシー                                                                                           | シャシー                                                                                           | シャシー                                                                                           |
| ------------------- | -------------------------------------------------------------------------------------------------- | -------------------------------------------------------------------------------------------------- | -------------------------------------------------------------------------------------------------- | -------------------------------------------------------------------------------------------------- | -------------------------------------------------------------------------------------------------- |
| 構造                | セミモノコック（チューブラーフレーム＋アルミパネル）                                               | セミモノコック（チューブラーフレーム＋アルミパネル）                                               | セミモノコック（チューブラーフレーム＋アルミパネル）                                               | セミモノコック（チューブラーフレーム＋アルミパネル）                                               | セミモノコック（チューブラーフレーム＋アルミパネル）                                               |
| 全長                | 4,143 mm                                                                                           | 4,316 mm                                                                                           | 4,250 mm                                                                                           | 4,460 mm                                                                                           | 4,530 mm                                                                                           |
| 全幅                | 2,030 mm                                                                                           | 1,930 mm                                                                                           | 2,130 mm                                                                                           | 2,120 mm                                                                                           | 2,120〜2,145 mm                                                                                    |
| 全高                | 1,275 mm                                                                                           | 1,020 mm                                                                                           | 1,010 mm                                                                                           | 1,010 mm                                                                                           | 1,020 mm                                                                                           |
| 重量 （油脂類含む） | 575 kg                                                                                             | 575 kg                                                                                             | 580 kg                                                                                             | 590 kg                                                                                             | 595 kg                                                                                             |
| ホイールベース      | 2,518 mm                                                                                           | 2,560 mm                                                                                           | 2,560 mm                                                                                           | 2,700 mm                                                                                           | 2,700 mm                                                                                           |
| トレッド（前）      | 1,510 mm                                                                                           | 1,405 mm                                                                                           | 1,620 mm                                                                                           | 1,700 mm                                                                                           | 1,700〜1,751 mm                                                                                    |
| トレッド（後）      | 1,530 mm                                                                                           | 1,430 mm                                                                                           | 1,585 mm                                                                                           | 1,600 mm                                                                                           | 1,600〜1,625 mm                                                                                    |
| ステアリング        | ラック・アンド・ピニオン                                                                           | ラック・アンド・ピニオン                                                                           | ラック・アンド・ピニオン                                                                           | ラック・アンド・ピニオン                                                                           | ラック・アンド・ピニオン                                                                           |
| ギアボックス        | フェラーリ製横置 マニュアル5速＋後進1速                                                            | フェラーリ製横置 マニュアル5速＋後進1速                                                            | フェラーリ製横置 マニュアル5速＋後進1速                                                            | フェラーリ製横置 マニュアル5速＋後進1速                                                            | フェラーリ製横置 マニュアル5速＋後進1速                                                            |
| サスペンション      | 前後独立懸架、ダブルウィッシュボーン、コイルスプリング、筒型ショックアブソーバー、アンチロールバー | 前後独立懸架、ダブルウィッシュボーン、コイルスプリング、筒型ショックアブソーバー、アンチロールバー | 前後独立懸架、ダブルウィッシュボーン、コイルスプリング、筒型ショックアブソーバー、アンチロールバー | 前後独立懸架、ダブルウィッシュボーン、コイルスプリング、筒型ショックアブソーバー、アンチロールバー | 前後独立懸架、ダブルウィッシュボーン、コイルスプリング、筒型ショックアブソーバー、アンチロールバー |
| ブレーキ            | ディスクブレーキ                                                                                   | ディスクブレーキ                                                                                   | ディスクブレーキ                                                                                   | ディスクブレーキ                                                                                   | ディスクブレーキ                                                                                   |
| エンジン            | | | | | |
| 気筒数・角度        | 180° V型12気筒                                                                                     | 180° V型12気筒                                                                                     | 180° V型12気筒                                                                                     | 180° V型12気筒                                                                                     | 180° V型12気筒                                                                                     |
| ボア・ストローク    | 80 x 49.6 mm                                                                                       | 80 x 49.6 mm                                                                                       | 80 x 49.6 mm                                                                                       | 80 x 49.6 mm                                                                                       | 80 x 49.6 mm                                                                                       |
| 排気量              | 2,991 cc                                                                                           | 2,991 cc                                                                                           | 2,991 cc                                                                                           | 2,991 cc                                                                                           | 2,991 cc                                                                                           |
| 圧縮比              | 11.5:1                                                                                             | 11.5:1                                                                                             | 11.5:1                                                                                             | 11.5:1                                                                                             | 11.5:1                                                                                             |
| 最高出力            | 364 kW (495 hp) / 12,200 rpm                                                                       | 368 kW (500 hp) / 12,200 rpm                                                                       | 375 kW (510 hp) / 12,200 rpm                                                                       | 379 kW (515 hp) / 12,300 rpm                                                                       | 379 kW (515 hp) / 12,300 rpm                                                                       |
| 動弁機構            | DOHC・1気筒あたり4バルブ                                                                           | DOHC・1気筒あたり4バルブ                                                                           | DOHC・1気筒あたり4バルブ                                                                           | DOHC・1気筒あたり4バルブ                                                                           | DOHC・1気筒あたり4バルブ                                                                           |
| 燃料供給            | ルーカス製 インジェクション                                                                        | ルーカス製 インジェクション                                                                        | ルーカス製 インジェクション                                                                        | ルーカス製 インジェクション                                                                        | ルーカス製 インジェクション                                                                        |
| 点火装置            | 1気筒あたり1プラグ                                                                                 | 1気筒あたり1プラグ                                                                                 | 1気筒あたり1プラグ                                                                                 | 1気筒あたり1プラグ                                                                                 | 1気筒あたり1プラグ                                                                                 |
| 潤滑システム        | ドライサンプ                                                                                       | ドライサンプ                                                                                       | ドライサンプ                                                                                       | ドライサンプ                                                                                       | ドライサンプ                                                                                       |
| クラッチ            | マルチプレート                                                                                     | マルチプレート                                                                                     | マルチプレート                                                                                     | マルチプレート                                                                                     | マルチプレート                                                                                     |
| 燃料                | アジップ                                                                                           | アジップ                                                                                           | アジップ                                                                                           | アジップ                                                                                           | アジップ                                                                                           |
| タイヤ              | | | | | |
| メーカー            | グッドイヤー                                                                                       | グッドイヤー                                                                                       | ミシュラン                                                                                         | ミシュラン                                                                                         | ミシュラン                                                                                         |
| サイズ（前）        | 9.2-20-13                                                                                          | 9.2-20-13                                                                                          | 24/55 x 13"                                                                                        | 23/59 x 13"                                                                                        | 23/59 x 13"                                                                                        |
| サイズ（後）        | 16.2-26-13                                                                                         | 16.2-26-13                                                                                         | 40/65 x 13"                                                                                        | 38/68 x 13"                                                                                        | 38/68 x 13"                                                                                        |
| 項目                | 312T                                                                                               | 312T2                                                                                              | 312T3                                                                                              | 312T4                                                                                              | 312T5                                                                                              |

## F1世界選手権での全成績
(key) (太字はポール・ポジション、斜体はファステストラップ。)
| 年   | マシン                     | タイヤ | ドライバー   | 1   | 2   | 3   | 4   | 5   | 6   | 7   | 8   | 9   | 10  | 11  | 12  | 13  | 14  | 15  | 16  | 17  | ポイント | 順位 |
| ---- | -------------------------- | ------ | ------------ | --- | --- | --- | --- | --- | --- | --- | --- | --- | --- | --- | --- | --- | --- | --- | --- | --- | -------- | ---- |
| 1975 | 312T (R3-14)               | G      |              | ARG | BRA | RSA | ESP | MON | BEL | SWE | NED | FRA | GBR | GER | AUT | ITA | USA |     |     |     | 72.51    | 1位  |
| 1975 | 312T (R3-14)               | G      | レガツォーニ |     |     | 16  | Ret | Ret | 5   | 3   | 3   | Ret | 13  | Ret | 7   | 1   | WD  |     |     |     | 72.51    | 1位  |
| 1975 | 312T (R3-14)               | G      | ラウダ       |     |     | 5   | Ret | 1   | 1   | 1   | 2   | 1   | 8   | 3   | 6   | 3   | 1   |     |     |     | 72.51    | 1位  |
| 1976 | 312T (R1-3) 312T2 (R4-16)  | G      |              | BRA | RSA | USW | ESP | BEL | MON | SWE | FRA | GBR | GER | AUT | NED | ITA | CAN | USA | JPN |     | 83       | 1位  |
| 1976 | 312T (R1-3) 312T2 (R4-16)  | G      | ラウダ       | 1   | 1   | 2   | 2   | 1   | 1   | 3   | Ret | 1   | Ret |     |     | 4   | 8   | 3   | Ret |     | 83       | 1位  |
| 1976 | 312T (R1-3) 312T2 (R4-16)  | G      | レガツォーニ | 7   | Ret | 1   | 11  | 2   | 14  | 6   | Ret | Ret | 9   |     | 2   | 2   | 6   | 7   | 5   |     | 83       | 1位  |
| 1976 | 312T (R1-3) 312T2 (R4-16)  | G      | ロイテマン   |     |     |     |     |     |     |     |     |     |     |     |     | 9   |     |     |     |     | 83       | 1位  |
| 1977 | 312T2                      | G      |              | ARG | BRA | RSA | USW | ESP | MON | BEL | SWE | FRA | GBR | GER | AUT | NED | ITA | USA | CAN | JPN | 95 (97)  | 1位  |
| 1977 | 312T2                      | G      | ラウダ       | Ret | 3   | 1   | 2   | Ret | 2   | 2   | Ret | 5   | 2   | 1   | 2   | 1   | 2   | 4   |     |     | 95 (97)  | 1位  |
| 1977 | 312T2                      | G      | ロイテマン   | 3   | 1   | 8   | Ret | 2   | 3   | Ret | 3   | 6   | 15  | 4   | 4   | 6   | Ret | 6   | Ret | 2   | 95 (97)  | 1位  |
| 1977 | 312T2                      | G      | ヴィルヌーヴ |     |     |     |     |     |     |     |     |     |     |     |     |     |     |     | 12  | Ret | 95 (97)  | 1位  |
| 1978 | 312T2 (R1-2) 312T3 (R3-16) | M      |              | ARG | BRA | RSA | USW | MON | BEL | ESP | SWE | FRA | GBR | GER | AUT | NED | ITA | USE | CAN |     | 58       | 2位  |
| 1978 | 312T2 (R1-2) 312T3 (R3-16) | M      | ロイテマン   | 7   | 1   | Ret | 1   | 8   | 3   | Ret | 10  | 18  | 1   | Ret | DSQ | 7   | 3   | 1   | 3   |     | 58       | 2位  |
| 1978 | 312T2 (R1-2) 312T3 (R3-16) | M      | ヴィルヌーヴ | 8   | Ret | Ret | Ret | Ret | 4   | 10  | 9   | 12  | Ret | 8   | 3   | 6   | 7   | Ret | 1   |     | 58       | 2位  |
| 1979 | 312T3 (R1-2) 312T4 (R3-15) | M      |              | ARG | BRA | RSA | USW | ESP | BEL | MON | FRA | GBR | GER | AUT | NED | ITA | CAN | USE |     |     | 113      | 1位  |
| 1979 | 312T3 (R1-2) 312T4 (R3-15) | M      | シェクター   | Ret | 6   | 2   | 2   | 4   | 1   | 1   | 7   | 5   | 4   | 4   | 2   | 1   | 4   | Ret |     |     | 113      | 1位  |
| 1979 | 312T3 (R1-2) 312T4 (R3-15) | M      | ヴィルヌーヴ | Ret | 5   | 1   | 1   | 7   | 7   | Ret | 2   | 14  | 8   | 2   | Ret | 2   | 2   | 1   |     |     | 113      | 1位  |
| 1980 | 312T5                      | M      |              | ARG | BRA | RSA | USW | BEL | MON | FRA | GBR | GER | AUT | NED | ITA | CAN | USE |     |     |     | 8        | 10位 |
| 1980 | 312T5                      | M      | シェクター   | Ret | Ret | Ret | 5   | 8   | Ret | 12  | 10  | 13  | 13  | 9   | 8   | DNQ | 11  |     |     |     | 8        | 10位 |
| 1980 | 312T5                      | M      | ヴィルヌーヴ | Ret | 16  | Ret | Ret | 6   | 5   | 8   | Ret | 6   | 8   | 7   | Ret | 5   | Ret |     |     |     | 8        | 10位 |

- ^1 1975年の6ポイントはフェラーリ・312B3で獲得。